# Bellevue (Zürich)
Das Bellevue, offiziell der Bellevueplatz, ist ein weitläufiger, zentraler Platz am Rande der Altstadt von Zürich und ein wichtiger städtischer Verkehrsknotenpunkt. Er liegt am Südende der Altstadt an der rechten Seite des Abflusses des Zürichsees in die Limmat. Der Name stammt vom ehemaligen Grandhotel Bellevue am Platz.

## Lage
An den Bellevueplatz mit der Tramstation grenzt südlich der Sechseläutenplatz an, der durch die Schoeckstrasse vom Bellevueplatz abgetrennt ist. Die Bevölkerung bezeichnet oft beide Plätze zusammen als Bellevue, womit das freie Areal zwischen Rämistrasse, Theaterstrasse, Opernhaus und Utoquai gemeint ist.
Auf dem Bellevueplatz stehen die Tramwartehalle mit Kiosk – ein grosser Pavillon-Bau – und ein kleines Dienstgebäude der VBZ. Die beiden 1938/1939 entstandenen Gebäude entwarf der damalige Stadtbaumeister Hermann Herter.
Auf dem Sechseläutenplatz stand die alte Tonhalle, die 1838/1839 von Alois Negrelli als Kornhaus erstellt worden war. 1867 wurde es zur Tonhalle umgestaltet. Neben klassischen Konzerten fanden Vereinsanlässe, Vorträge und Veranstaltungen aller Art statt. 1896 wurde das Gebäude abgetragen, seither wird das Areal freigehalten.
Den Namen erhielt der Platz vom ehemaligen und 1856 erbauten Grandhotel Bellevue, in dessen Gebäude später das Kino Bellevue der Kino-Theater AG beheimatet war. Das Haus Bellevue wurde 2007 durch die Eigentümerin UBS AG für 50 Millionen Franken renoviert und in den Ursprungszustand zurückversetzt.

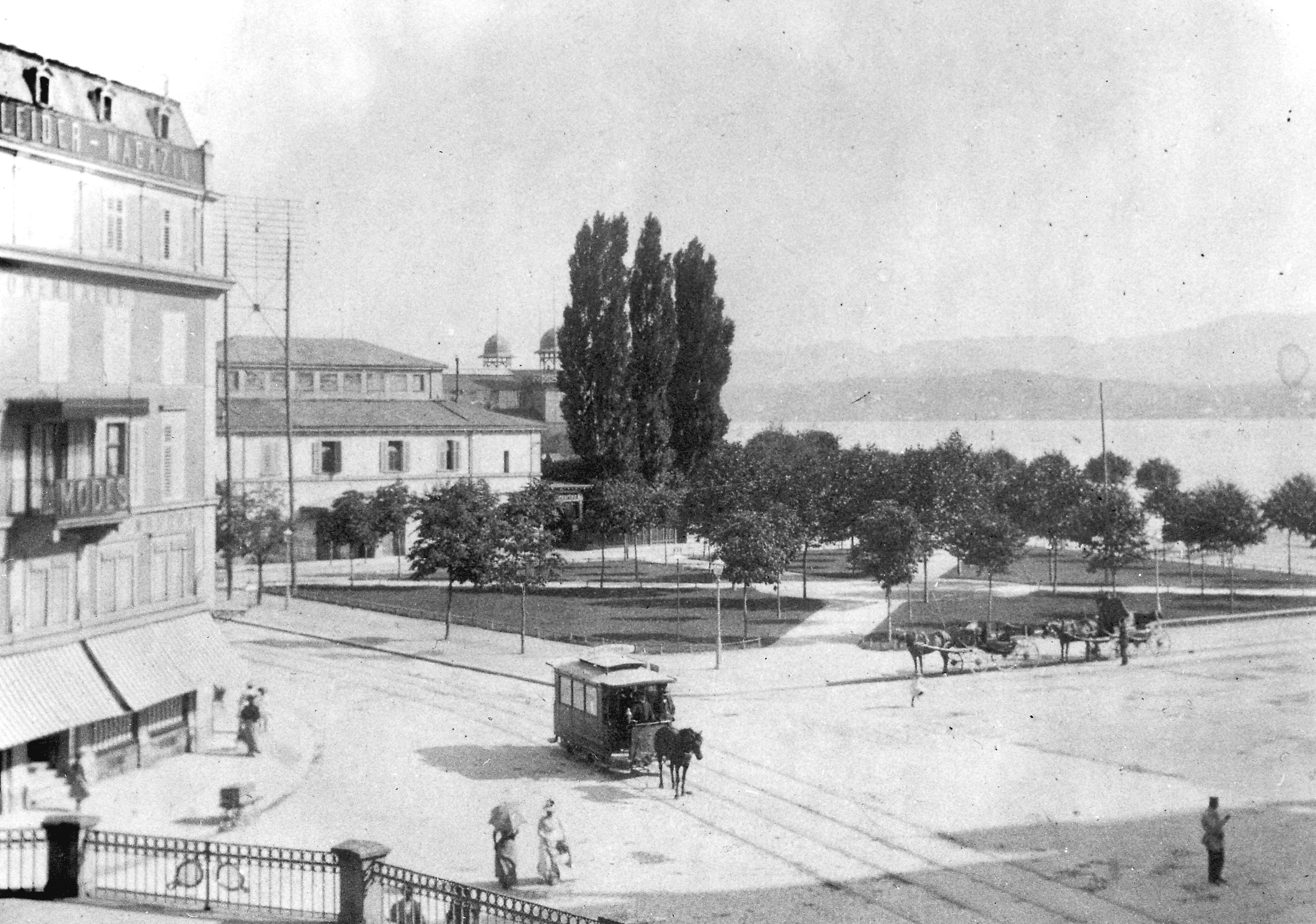
1884, Blick nach Südwesten. Links der Pappeln die alte Tonhalle
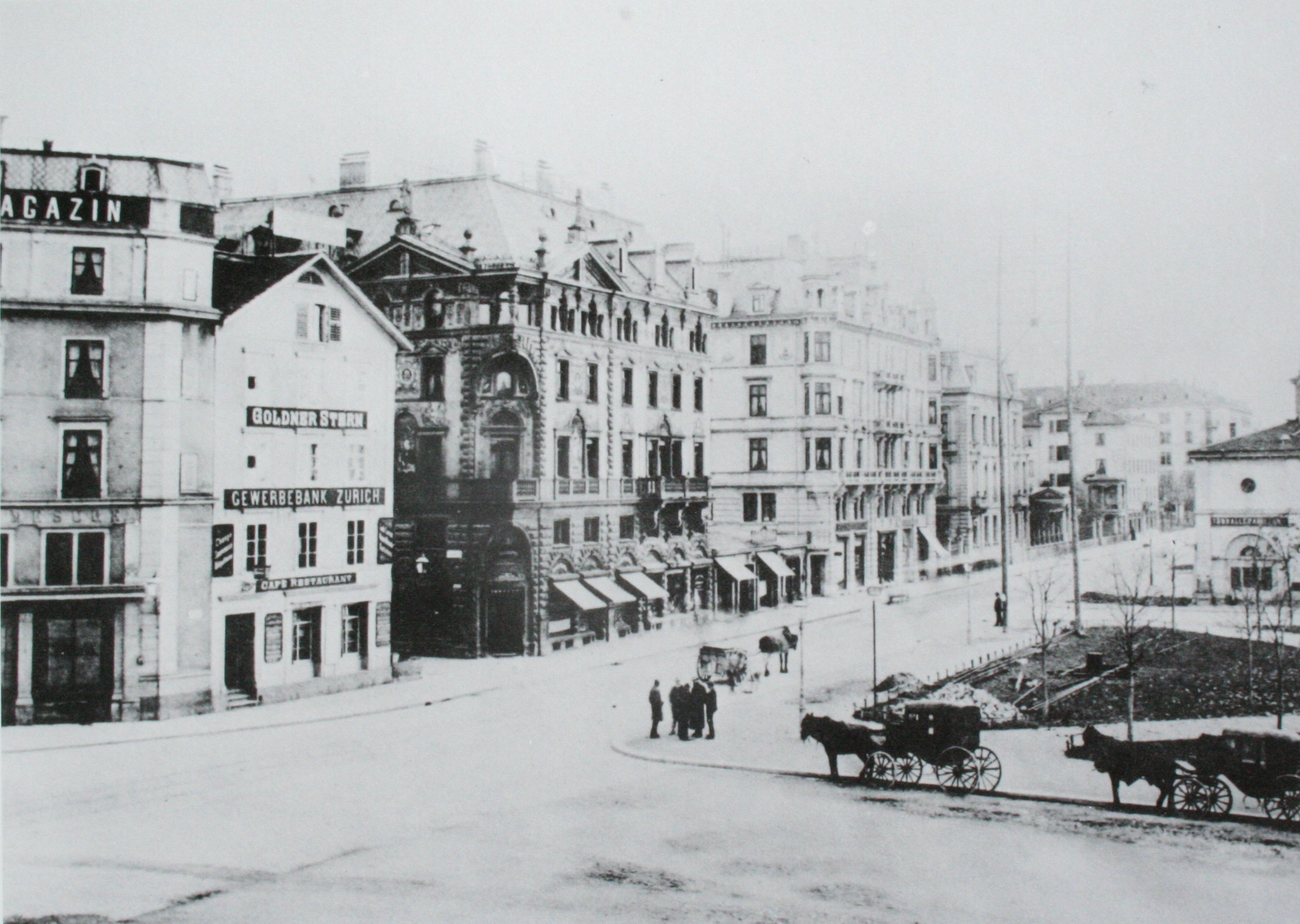
1890: Blick nach Südosten in die damalige Tonhallenstrasse
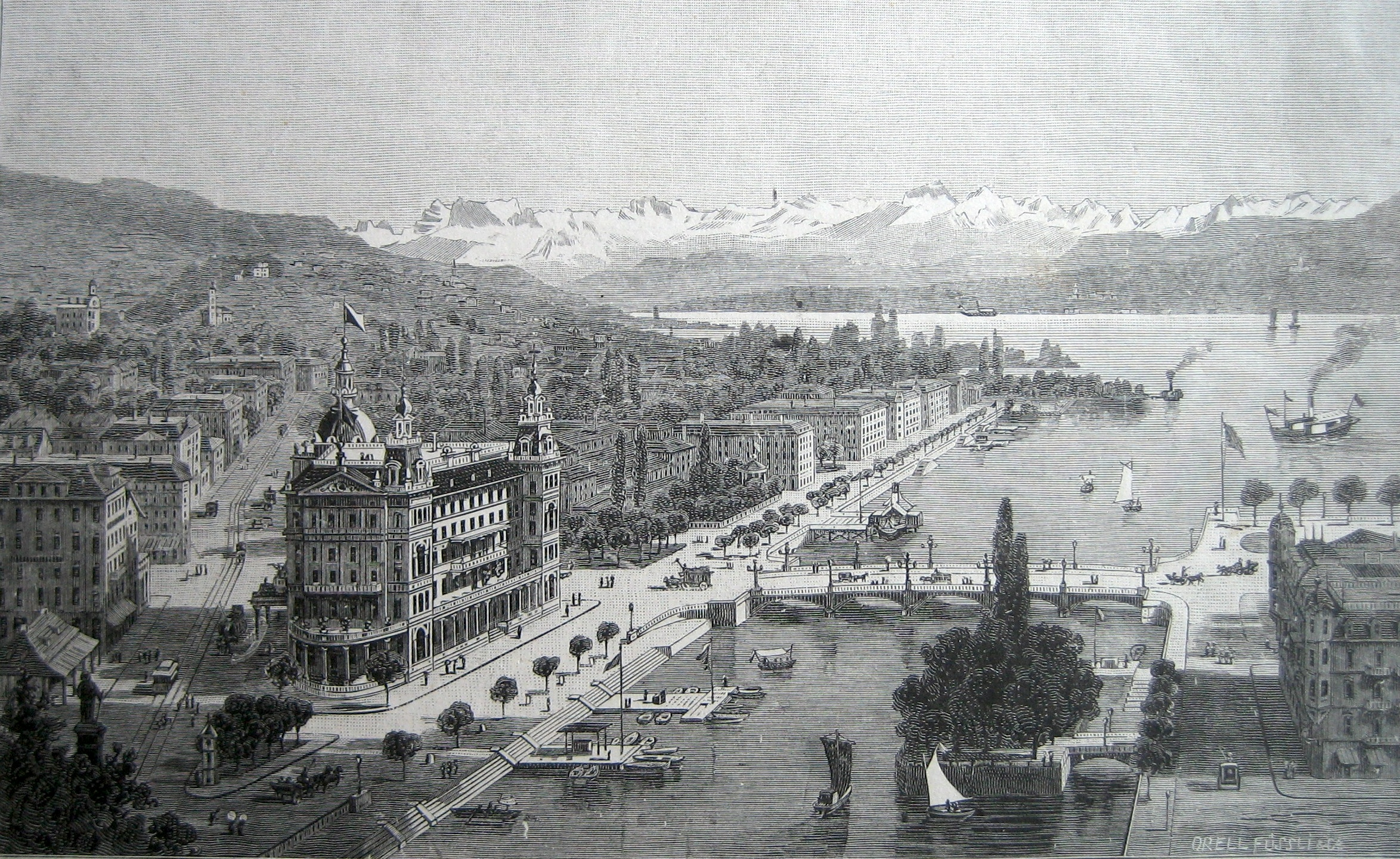
Grandhotel Bellevue 1890, rechts unten das Bauschänzli
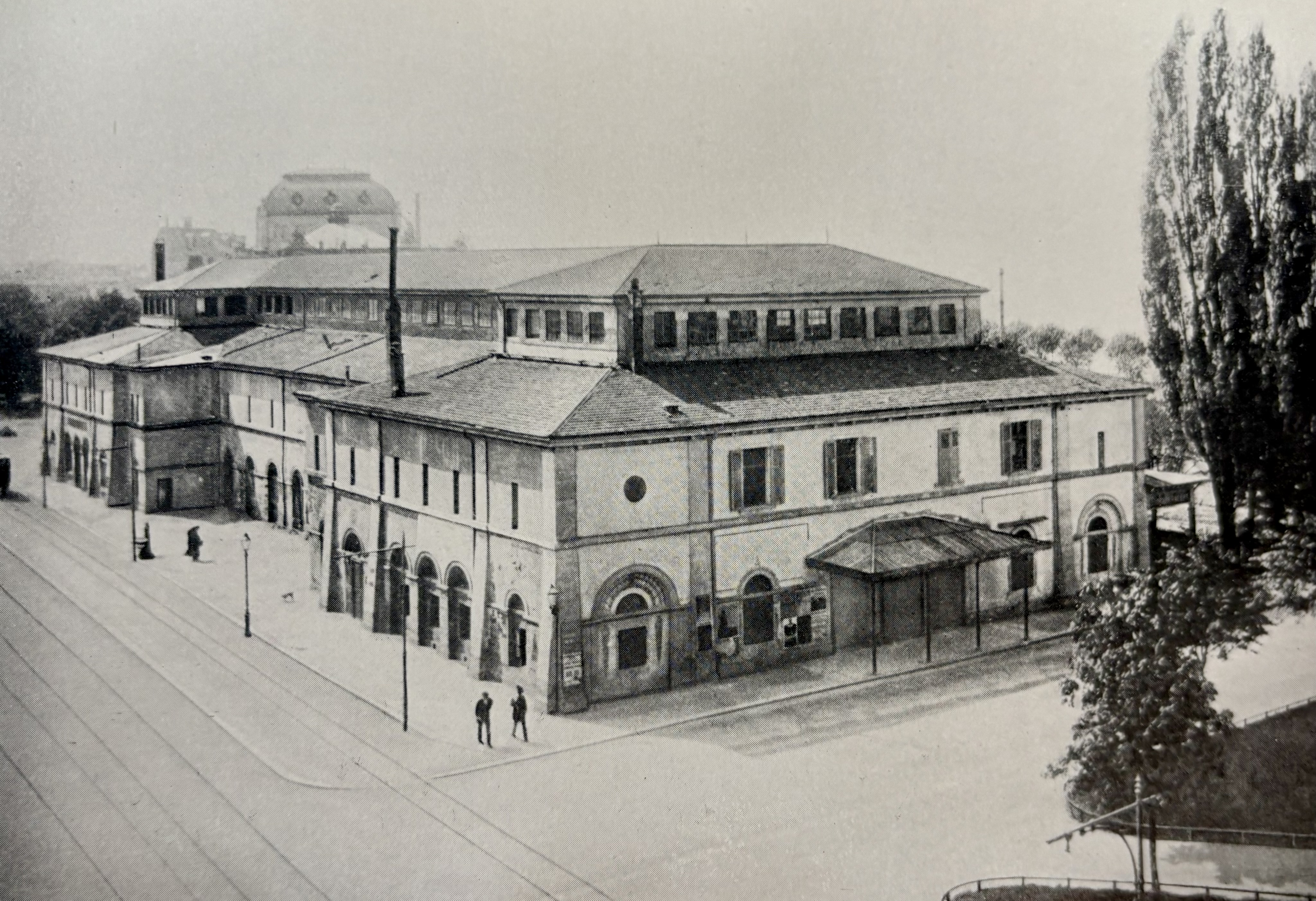
Die alte Tonhalle um 1895
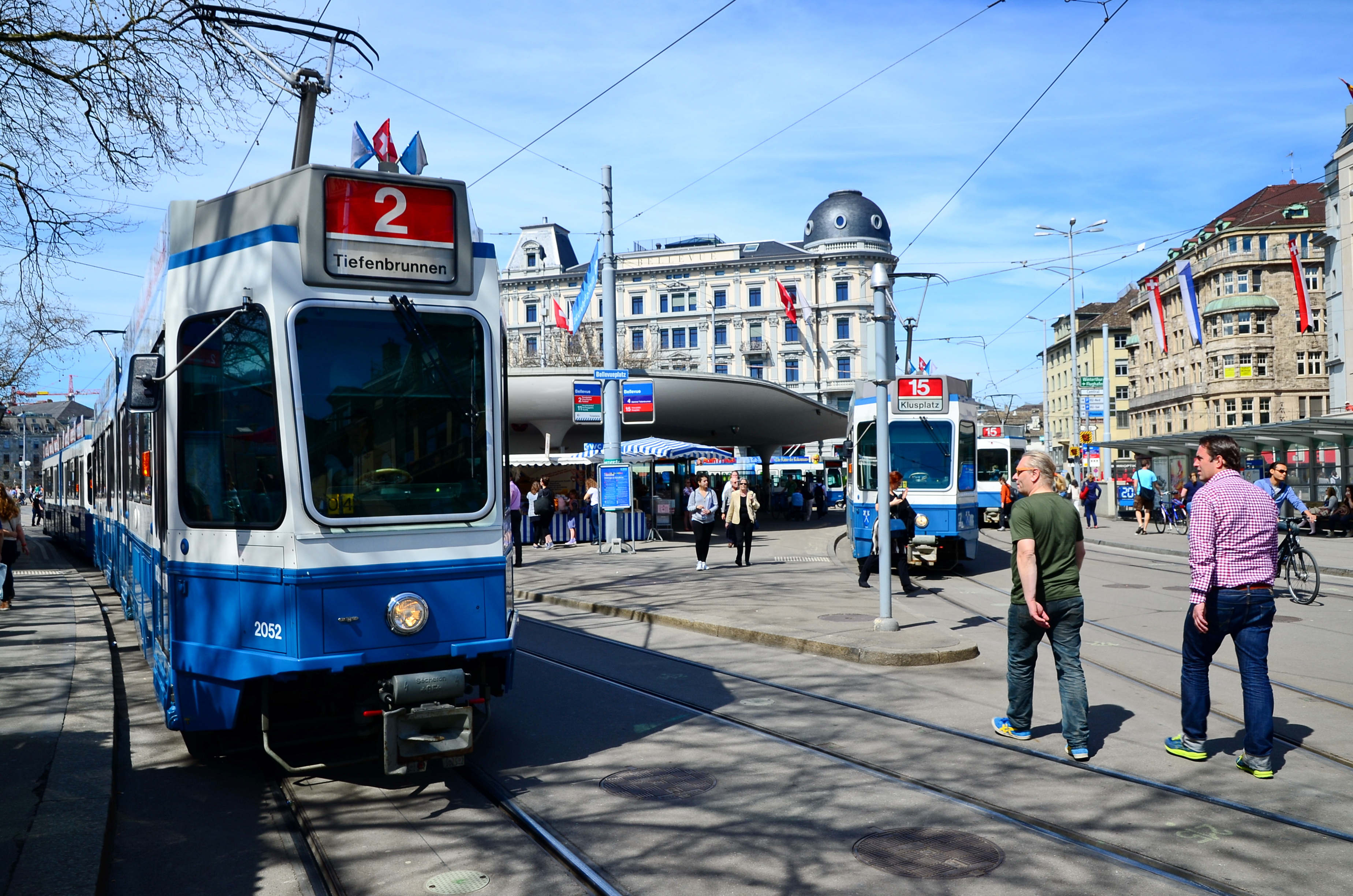
Bellevue nach Westen
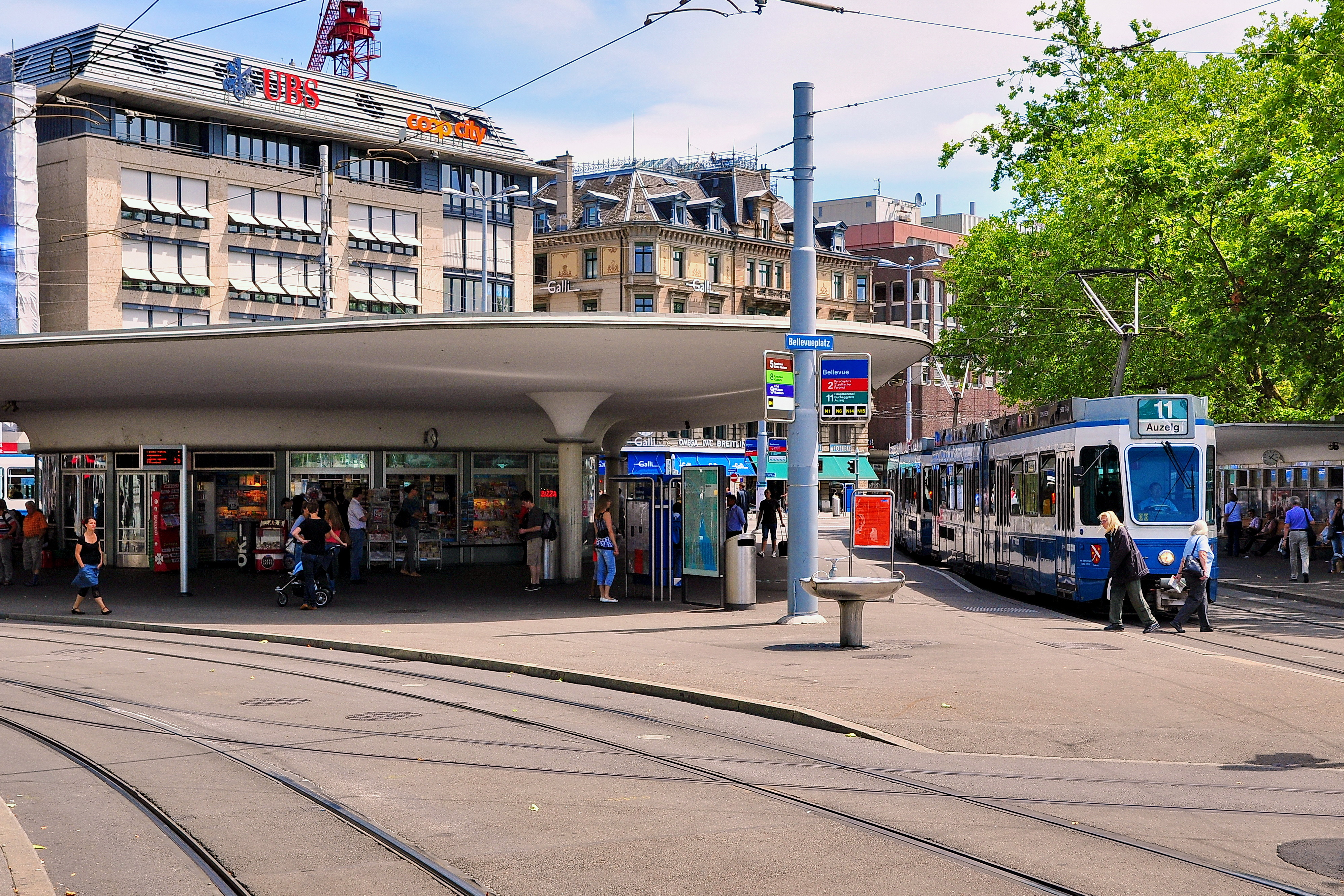
Bellevue nach Osten
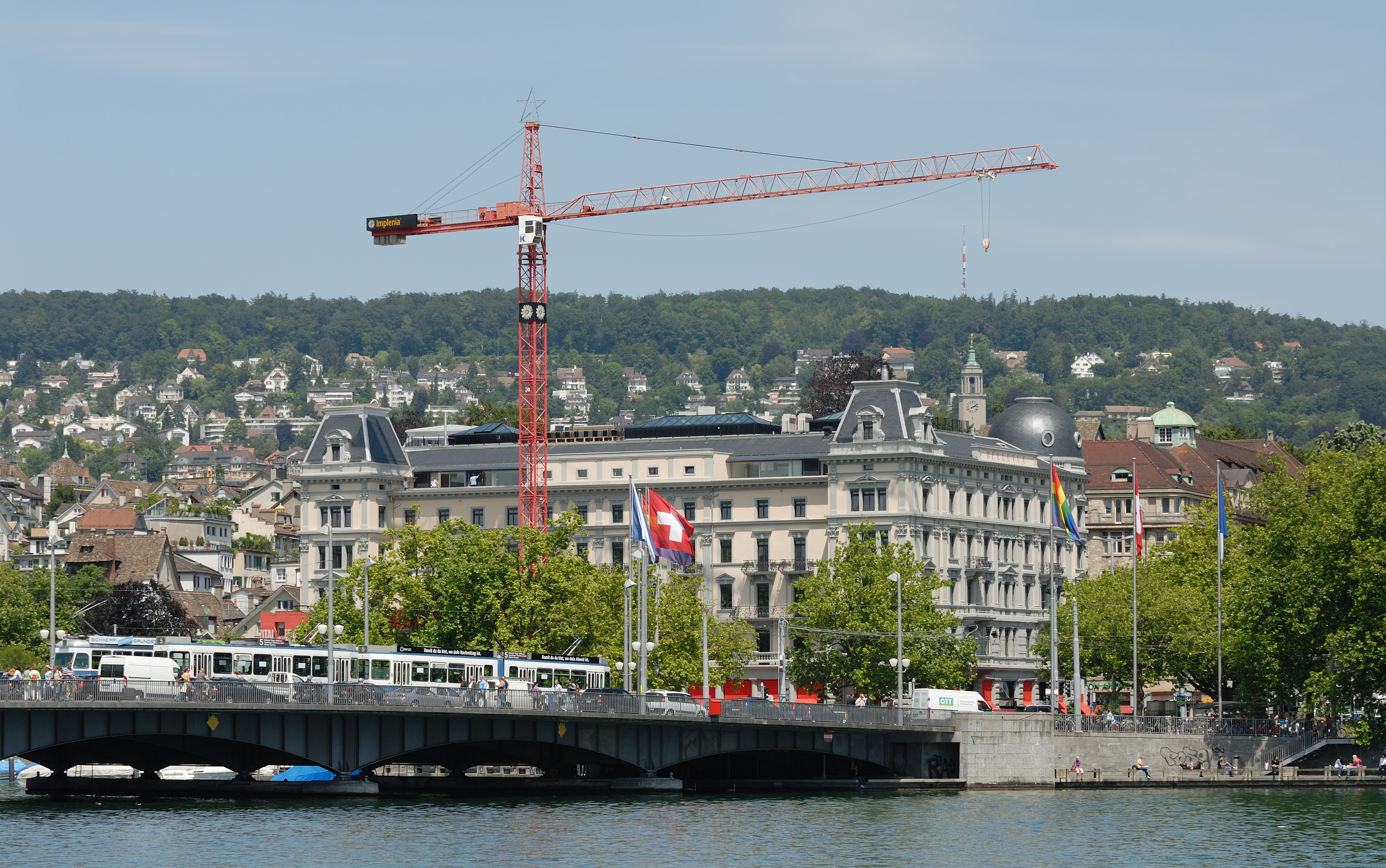
Haus Bellevue, kurz vor Abschluss des Umbaus 2009

## Verkehr

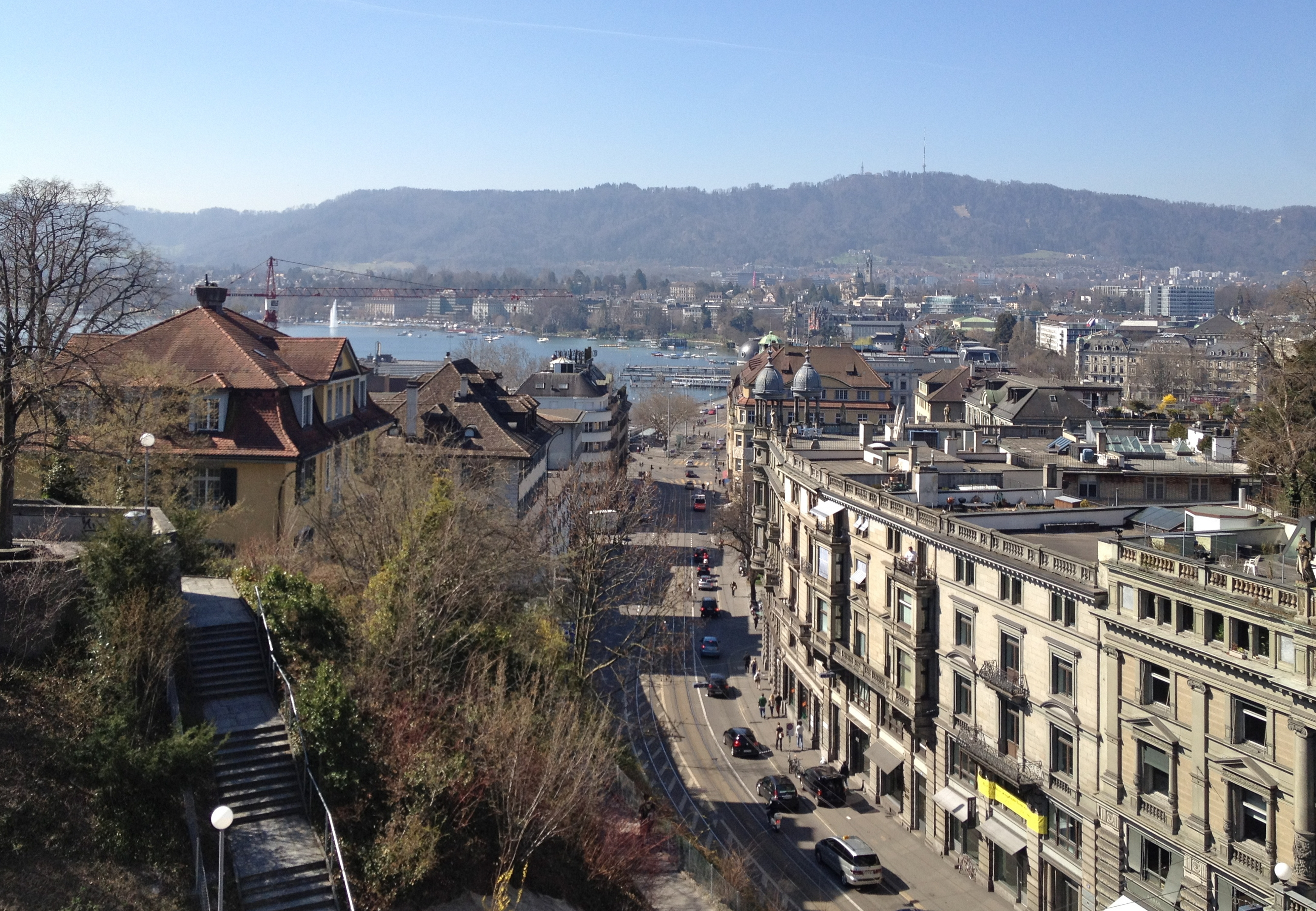
Blick durch die Rämistrasse über das Bellevue

Aufgrund seiner Lage ist das Bellevue ein wichtiger Verkehrsknoten für die Zürcher Innenstadt.

### Individualverkehr
Vom Bellevue aus führt die Bellerivestrasse nach Süden in Richtung Tiefenbrunnen und Rapperswil-Jona. Die Quaibrücke, die täglich von mehr als 50'000 Autos überquert wird, führt über die Limmat nach Südwesten zum Bürkliplatz. Die Rämistrasse führt nach Nordosten zum Universitätsviertel und weiter nach Zürich-Nord.

### Öffentlicher Verkehr
Die Tramstation Bellevue ist mit 250'000 Umsteigern pro Tag und sieben vorbeiführenden Linien einer der wichtigsten Knoten im Zürcher Tramnetz. Zusätzlich verkehren vom Bellevue aus zwei regionale Buslinien der Autobusbetriebe Zürich – Zollikon – Küsnacht (AZZK) sowie an Wochenenden alle städtischen Buslinien des Nachtnetzes. Der S-Bahnhof Stadelhofen liegt wenige Schritte entfernt. Mit 150'000 Benutzern stellt er ebenfalls einen wichtigen Verkehrsknoten dar.

## Anlässe

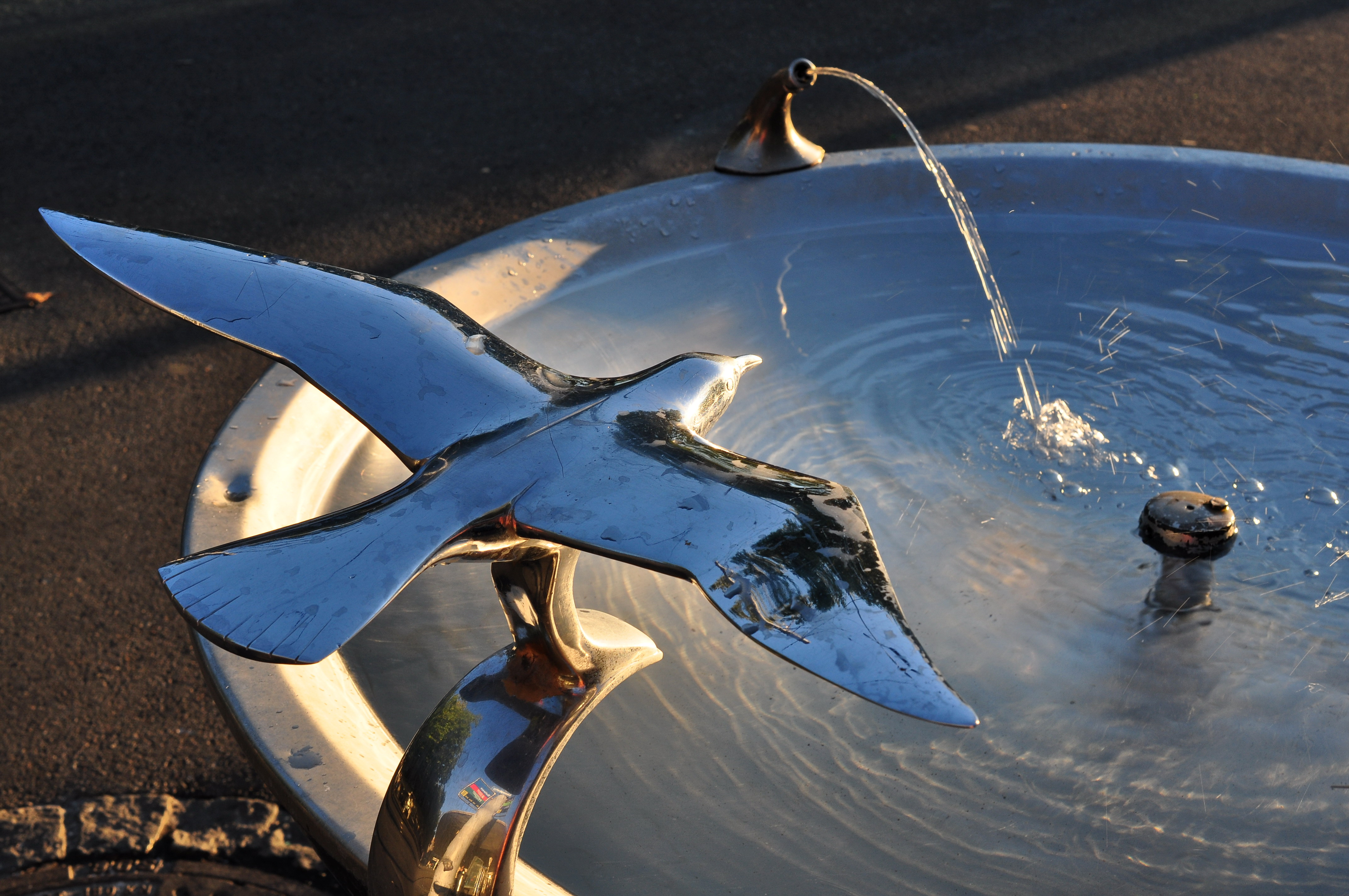
Brunnen am Bellevue: Möwe von Otto Münch

Das Bellevue ist wegen seiner zentralen Lage ein beliebter Ort für Feste, Strassenfeiern und Kundgebungen.
Auf dem Sechseläutenplatz finden neben dem jährlichen Sechseläuten weitere Veranstaltungen statt, unter anderem die Vorstellungen des Zirkus Knie im Mai, im Sommer ein provisorischer Vergnügungspark mit Riesenrad, Jahrmärkte (z. B. am Zürifäscht) und Public-Viewing-Anlässe.

## Sehenswürdigkeiten
Das heute unter Denkmalschutz stehende Tramhäuschen mit dem herausragenden Dach wurde zur Landesausstellung 1939 fertiggestellt.
Das Opernhaus Zürich liegt südlich des Bellevues am anderen Ende des Sechseläutenplatzes. Ab dem Bellevue erreicht man die Seepromenade, die dem See entlang Richtung Tiefenbrunnen führt. Beim Bellevue beginnen das Niederdorf und das Limmatquai mit Grossmünster und Rathaus.
Erwähnenswert sind die an den Platz angrenzenden traditionsreichen Lokale Café Odeon und Kronenhalle. Flussabwärts schliesst sich der Hechtplatz mit dem Theater am Hechtplatz an. An der Fussgängerzone zwischen Bellevue-Platz und Bahnhof Stadelhofen (Theaterstrasse) finden sich Läden, Restaurants, ein Kino „Corso“ sowie ein Club.